# Milchweißes Knabenkraut
Das Milchweiße Knabenkraut (Neotinea lactea (Poir.) R.M.Bateman, Pridgeon & M.W.Chase, Syn.: Orchis lactea Poir.) ist eine Pflanzenart aus der Familie der Orchideen (Orchidaceae). Früher zählte man es zur Gattung der Knabenkräuter (Orchis). Nach neueren molekulargenetischen Forschungen wird die Art heute zur Gattung Neotinea gerechnet.

## Beschreibung
Das Milchweiße Knabenkraut ist eine ausdauernde, krautige Pflanze, die Wuchshöhen von 7 bis 20 Zentimeter erreicht. Der Stängel ist kräftig. Die 6 bis 8 Blätter sind hellgrün und ungefleckt oder kaum gefleckt. Die grundständigen Blätter sind 4 bis 9 Zentimeter lang, 1,5 bis 2,5 Zentimeter breit und breit eiförmig-lanzettlich. 2 oder 3 Blätter umfassen den Stängel. Die Tragblätter sind ungefähr so lang wie die Fruchtknoten. Der Blütenstand ist 2,5 bis 5 Zentimeter lang, dicht und eiförmig. Die blassrosa Blütenhüllblätter neigen sich zu einem Helm zusammen. Die äußeren Blütenhüllblätter sind lang zugespitzt, nach außen hin umgebogen und dunkel geadert, im Zentrum sind sie grünlich oder vollständig grün. Die Lippe ist weißlich bis rosa, rot gefleckt, 6 bis 8 Millimeter groß und tief dreigelappt mit einem zweispaltigen Mittelteil. Die Lappen sind nach unten gebogen. Der Sporn ist 6 Millimeter lang, dick und nach unten gerichtet.

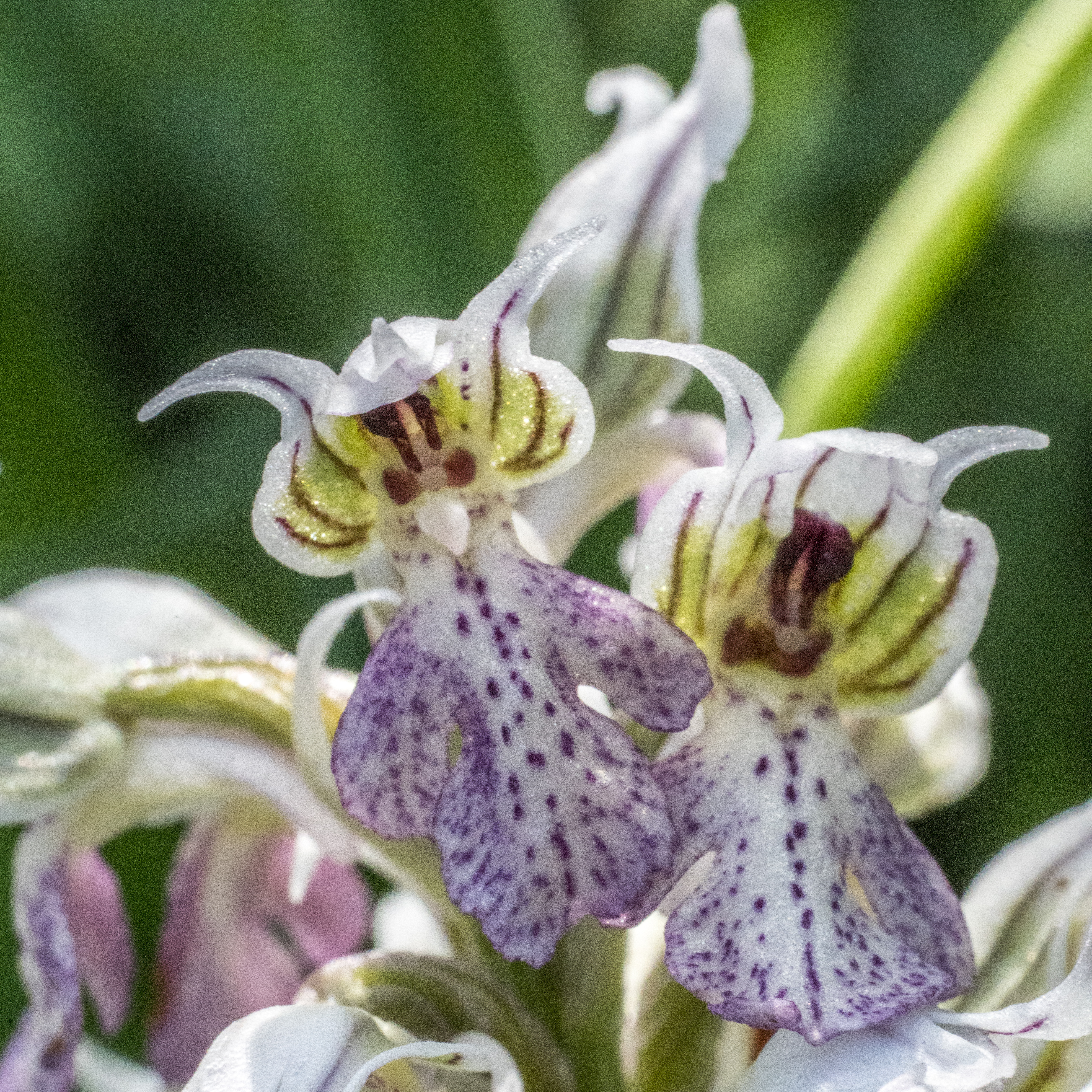
Blüten

Die Blütezeit reicht von Februar bis April.
Die Chromosomenzahl beträgt 2n = 42.

## Verbreitung und Standort
Das Milchweiße Knabenkraut kommt beinahe im ganzen Mittelmeerraum vor. Es wächst in Frankreich, Sardinien, Korsika, Algerien, Italien, Sizilien, Tunesien, auf der Balkanhalbinsel, in Bulgarien, in der Ägäis und in der Türkei.
Die kalkliebende Art wächst auf Grasfluren, in Macchien und in lichten Wäldern bis in die Bergstufe. Sie findet sich in Höhenlagen zwischen 0 und 1800 Metern Meereshöhe.

## Belege
1. 1 2 3 4  Peter Schönfelder und Ingrid Schönfelder: Was blüht am Mittelmeer?. Franckh’sche Verlagsbuchhandlung, Stuttgart 1987, ISBN 3-440-05790-9.
2. ↑  R.M. Bateman, A.M. Pridgeon, & M.W. Chase (1997): Phylogenetics of subtribe Orchidinae (Orchidoideae, Orchidaceae) based on nuclear ITS sequences. 2. Infrageneric relationships and reclassification to achieve monophyly of Orchis sensu stricto, Lindleyana 12: 113–141.
3. ↑  Neotinea lactea bei Tropicos.org. In: IPCN Chromosome Reports. Missouri Botanical Garden, St. Louis
4. ↑  Neotinea lactea. In: POWO = Plants of the World Online von Board of Trustees of the Royal Botanic Gardens, Kew: Kew Science, abgerufen am 4. Dezember 2016.
5. ↑  Helmut Baumann, Siegfried Künkele und Richard Lorenz: Orchideen Europas mit angrenzenden Gebieten. Verlag Eugen Ulmer, Stuttgart, 2006. ISBN 978-3-8001-4162-3. Seite 220.